# Call of the Wicked
Call of the Wicked è un album raccolta del gruppo musicale tedesco Stormwitch, pubblicato nel 2008.

## Tracce
1. Call of the Wicked – 2:56
2. Just for One Night – 3:23
3. The Beauty and the Beast – 4:20
4. Emerald Eye – 3:40
5. Tears by the Firelight – 4:00
6. Tigers of the Sea – 4:06
7. Russia's on Fire – 6:03
8. Cheyenne (Where the Eagles Retreat) – 4:58
9. Welcome to Bedlam – 3:19
10. Flour in the Wind – 4:48
11. Point of No Return – 3:58

## Formazione
- Andy Aldrian - voce
- Lee Tarot - chitarra solista
- Steve Merchant - chitarra ritmica
- Ronny Pearson - basso
- Pete Lancer - batteria